# Physalis arenicola
Physalis arenicola är en potatisväxtart som beskrevs av Thomas Henry Kearney. Physalis arenicola ingår i släktet lyktörter, och familjen potatisväxter. Inga underarter finns listade i Catalogue of Life.